# Aline Zeler
Aline Zeler (* 2. Juni 1983 in Libramont) ist eine ehemalige belgische Fußballspielerin und derzeitige Trainerin. Von 2005 bis 2019 spielte sie für die Belgische Fußballnationalmannschaft der Frauen, deren Rekordnationalspielerin sie ist. Mit Standard Lüttich wurde sie mehrfache belgische Meisterin und Pokalsiegerin. In der Saison 2017/18 spielte sie für den RSC Anderlecht und zuletzt für PSV Eindhoven.

## Karriere

### Vereine
Zeler spielte mehrere Jahre für Standard Lüttich in der höchsten Fußballliga Belgiens, der Eerste Klasse und der BeNe League, der zwischenzeitlichen gemeinsamen Frauenliga des belgischen und niederländischen Verbandes. Mit Lüttich gewann sie mehrfach die belgische Meisterschaft und den Pokal. Zur Saison 2017/18 wechselt sie zum RSC Anderlecht, für den sie auch zuvor schon gespielt hat.
Auf europäischer Ebene nahm sie mit Lüttich an der UEFA Women’s Champions League 2011/12 teil, scheiterte dort aber im Sechzehntelfinale am dänischen Meister Brøndby IF. Nach einer 0:2-Heimniederlage gewannen sie zwar in Dänemark mit 4:3, wobei sie zweimal ausgleichen konnte aber ein Tor zu wenig schossen. Auch in der folgenden Saison war das Sechzehntelfinale Endstation, diesmal gegen 1. FFC Turbine Potsdam mit zwei Niederlagen (1:3 und 0:5). 2013 verloren sie dann zwar nur ein Spiel mit 1:3 gegen Glasgow City LFC, das 2:2 im Rückspiel des Sechzehntelfinales war dann aber zu wenig. In der UEFA Women’s Champions League 2014/15 mussten sie sogar in die Qualifikation. Bei einem Turnier in Portugal verloren sie aber das erste Spiel gegen Atlético Ouriense mit 0:1. Damit nützten ihnen das 10:0 gegen Cardiff Metropolitan LFC, bei dem sie fünf Tore schoss, und das 1:0 gegen ASA Tel-Aviv FC nichts mehr. Ein Jahr später waren sie dann zwar wieder direkt für das Sechzehntelfinale qualifiziert, gegen Rekordsieger 1. FFC Frankfurt waren sie aber mit 0:2 und 0:6 chancenlos. 2016 mussten sie dann wieder in die Qualifikation und scheiterten erneut: nach einem 1:3 gegen FK Minsk reichten ein 11:0 gegen ŽFK Dragon 2014 und das 1:1 gegen ŽNK Osijek nicht um die K.-o.-Runden zu erreichen. Zudem blieb Zeler ohne Torerfolg. Am 1. Juni 2018 erhielt sie einen Vertrag bei PSV Eindhoven. In der Saison 2018/19 kam sie auf 24 Einsätze. Die reguläre Saison schloss PSV als Tabellenführender ab, die Meisterschaftsrunde endete aber nur auf dem dritten Platz. Damit endete ihre Karriere als Spielerin. Bereits am 4. Februar 2019 hatte sie einen Vertrag als Trainerin der PSV-Frauennachwuchsmannschaft erhalten.

### Nationalmannschaft
Am 12. März 2005 wurde sie von Nationaltrainerin Anne Noe beim 0:2 gegen Irland erstmals in der A-Nationalmannschaft eingesetzt. Der belgische Verband zählt dieses Spiel, bei dem sie zur zweiten Halbzeit eingewechselt wurde aber nicht als ihr erstes Länderspiel. Der KBVB zählt als ihr erstes Länderspiel das erste Spiel in der Qualifikation für die WM 2007 am 31. August 2005 gegen Finnland, das mit 0:3 verloren wurde und bei dem sie in der Startelf stand. Sie kam dann auch in den weiteren Qualifikationsspielen zum Einsatz und erzielte ihr erstes Länderspieltor in ihrem vierten bzw. dritten Länderspiel am 30. Oktober 2005 gegen Polen zum 2:3-Endstand. Die Belgierinnen verloren alle acht Spiele der Qualifikation und wurden Gruppenletzte. Nach Abschluss der Qualifikation konnte sie dann am 4. November 2006 erstmals ein Spiel mit der Nationalmannschaft gewinnen. Das 4:1 gegen Portugal wird in ihrer Spielstatistik vom KBVB sogar doppelt geführt. Etwas besser lief es dann für die Belgierinnen in der Qualifikation für die EM 2009: Hier konnten sie immerhin beide Spiele gegen Wales und das Heimspiel gegen die Schweiz gewinnen, womit sie Vorletzte ihrer Gruppe wurden. Am 5. September 2009 gelangen ihr beim 7:2-Sieg im Freundschaftsspiel gegen Rumänien erstmals drei Tore in einem Spiel. 15 Tage später starteten sie mit einem 1:0-Sieg gegen Wales in die Qualifikation für die WM 2011. Von den restlichen Spielen konnten sie aber nur noch zwei gewinnen. Immerhin gelang ihnen gegen Aserbaidschan mit 11:0 einer der beiden höchsten Siege ihrer Länderspielgeschichte, wobei Zeler allerdings ohne Torerfolg blieb, und sie konnten sich in der Endabrechnung um einen weiteren Platz verbessern und die Qualifikation als Dritte beenden. Noch besser verlief die Qualifikation für die EM 2013: Zwar wurden sie wieder „nur“ Dritte, gewannen aber sechs Spiele und verloren nur beide Spiele gegen Ex-Europameister und Gruppensieger Norwegen. Zudem gaben sie noch beim torlosen Remis in Island und dem 2:2 gegen Nordirland je einen Punkt ab, wodurch sie den zweiten Platz und damit die Playoffspiele der Gruppenzweiten verpassten. Zeler hatte mit vier Qualifikationstoren ihren Anteil an der guten Platzierung. Die Qualifikation für die WM 2015 bedeutete dann eine Stagnation. Zwar gewannen sie wieder sechs Spiele und stellten beim 11:0 gegen Griechenland ihren eigenen Rekordsieg ein, gegen Norwegen verloren sie aber wieder beide Spiele. Zudem verloren sie das Nachbarschaftsduell gegen die Niederländerinnen, die dadurch beste Gruppenzweite wurden und sich in den Playoffs erstmals für die WM qualifizieren konnten. Mit zehn Qualifikationstoren war Zeler beste belgische Torschützin der Qualifikation und belegte zusammen mit drei anderen Spielerinnen den zehnten Platz in der europäischen Torschützinnenliste.
Im März 2015 nahm sie mit der Mannschaft erstmals am Zypern-Cup 2015 teil, bei dem die Belgierinnen aber nur den letzten Platz belegten. Die Qualifikation für die EM 2017 brachte dann endlich den erhofften Erfolg. Im ersten Spiel der Qualifikation am 22. September 2015 gegen Bosnien-Herzegowina erzielte sie zwei Tore zum 6:0-Sieg und stellte mit ihrem 25. Länderspieltor den Rekord von Femke Maes ein. Bis zum letzten Spieltag lieferten sie sich ein Kopf-an-Kopf-Rennen mit den Engländerinnen. Zwar verloren sie dann das entscheidende Spiel um den Gruppensieg, hatten sich aber einen Spieltag zuvor durch ein 3:1 in Serbien bereits für die auf 16 Mannschaften aufgestockte EM-Endrunde im Nachbarland qualifiziert. Dazwischen hatten sie im März 2016 erstmals am Algarve-Cup 2016 teilgenommen, wo sie erstmals gegen Dänemark gewinnen konnten und am Ende durch ein 5:0 gegen Russland den fünften Platz belegten. Am 28. November 2016 wurde sie dann beim 1:3 gegen Dänemark mit ihrem 85. Länderspiel belgische Rekordnationalspielerin.
Im Juni 2017 wurde sie dann auch für die EM-Endrunde in den Niederlanden nominiert. Während sie zuvor vorwiegend im Angriff eingesetzt wurde, war sie bei diesem Turnier die Abwehrchefin und führte die Mannschaft in den drei Gruppenspielen als Kapitänin aufs Spielfeld. Nach einer unglücklichen 0:1-Niederlage im ersten Spiel gegen Dänemark, gelang ihnen im zweiten Gruppenspiel mit 2:0 der erste Pflichtspielsieg gegen Norwegen und damit der erste Sieg bei einer EM-Endrunde. Im dritten Gruppenspiel verloren sie dann mit 1:2 gegen die Gastgeberinnen und späteren Titelgewinnerinnen und schieden aus. Bei einem 1:0-Sieg über Portugal absolvierte Zeler am 24. Oktober 2017 ihr 100. Länderspiel.
Am 1. Juni 2019 bestritt sie beim 6:1-Freundschaftsspiel gegen Thailand ihr 111. und letztes Länderspiel.

## Erfolge
- Belgischer Meister 2011, 2012, 2013, 2014, 2015, 2016, 2017
- Sieger der BeNe League 2014/15
- Belgischer Pokalsieger 2011/12 und 2013/14
- Belgischer Supercupgewinner 2012/13

## Auszeichnungen
- Gewinnerin des Sparkles in der Kategorie Joueuse: 2016